# 经济衰退
經濟衰退在經濟學中是指商業週期中的經濟活動普遍放緩、商業萎縮的一個時期，通常出現於支出大幅下降（需求衝擊）時。衰退的誘因可能是金融危機、外貿摩擦，不利的市場供給或經濟泡沫破滅。經濟衰退時，宏觀經濟指標，如GDP、就業、投資支出、產能利用率、家庭收入、企業利潤和通脹下降，而破產、失業率上升。
政府通常會採取擴張性的宏觀經濟政策應對經濟衰退，如增加貨幣供應量（貨幣政策）、增加政府支出和減少稅收（財政政策）。

## 定義
美國勞工統計局局長Julius Shiskin在1975年《紐約時報》的一篇文章中，提出了經濟衰退經驗，其中之一是連續兩個季度出現國內生產總值負增長。隨著時間的推移，其他法則逐漸被遺忘。一些學者偏好其他的衡量法則，比如12個月內失業率上升1.5-2%。
美國國家經濟研究局（NBER）商業週期委員會常被視為定義美國經濟衰退的權威。NBER是一間私立經濟研究組織，其對經濟衰退的定義為：「整個經濟中顯著的經濟活動的下降，持續時間超過幾個月，通常可見於實際GDP、實際收入、就業、工業生產和批發-零售業。」
在英國，國內生產總值連續兩個季度下降即為經濟衰退。

## 特徵
衰退可能同時具有多種特徵，其中包括經濟活動（GDP）各項指標的下降，例如消費、投資、政府支出和淨出口活動。這些匯總指標反映了潛在的動因，例如就業水平和技能、家庭儲蓄率、企業投資決策、利率、人口和政府政策。
經濟學家辜朝明寫道，在理想條件下，一個國家的經濟中，家庭部門應當為淨儲蓄者，企業部門應當為淨借款者，政府預算接近平衡，淨出口接近零。當這些關係變得不平衡時，可能國家內部可能發生，或者衰退的壓力會被輸出至其他國家。政策反應通常旨在推動經濟回到理想的平衡狀態。
嚴重的經濟衰退（GDP下降10%）或長期的經濟衰退（三到四年）被稱為经济萧条 ，不過有人認為其原因和應對方法可能不同。經濟學家在一些非正式的用法中有時會提到不同的衰退曲線的形狀，例如V形、U形、L形和W形衰退。

### 形狀或類型
經濟衰退的類型和形狀各不相同。在美國，1954年和1990-91年發生了V形（短而尖的收縮，隨後迅速且持續恢復）衰退；1974年至75年呈U形（持續低迷），1949年和1980年至82年呈W形或雙底衰退。日本在1993-94年的衰退中呈U形，在1997-99年的9個季度中，有八分之三的收縮可描述為L形。韓國、香港和東南亞在1997-98年經歷了U形衰退，不過泰國連續八個季度的下滑應稱為L形。

### 心理層面
經濟衰退有心理和信心層面。例如，如果公司預期經濟活動會放緩，它們可能會減少僱員並節省資金，而不是投資。這樣的預期會造成自我強化的下行週期，從而引發或加劇衰退。消費者信心是用來評估經濟情緒的一種手段。「動物本能」一詞被用於描述經濟活動的心理因素。經濟學家罗伯特·席勒認為，該術語「……也指我們彼此之間的信任感，我們在經濟往來中的公平感以及我們對腐敗程度和不誠實的意識。動物本能消退時，消費者不想花錢，而企業不想花費資本支出或招聘員工。」

### 資產負債表衰退
房地產或金融資產價格泡沫破滅可能導致經濟衰退。例如經濟學家辜朝明寫道，日本始於1990年的“大蕭條”即為「資產負債表衰退」，它由土地和股票價格的崩潰引發，導致日本企業擁有資產淨值為負，這意味著他們的資產價值低於其負債。

### 流動性陷阱
流動性陷阱是凱恩斯主義的理論，即利率可能接近零（零利率政策）而不能有效刺激經濟的局面。理論上，接近零的利率應能夠鼓勵企業和消費者進行借貸和支出。但是，如果有太多的個人或公司專注於儲蓄或償還債務而不是支出，那麼低利率對投資和消費行為的影響就較小：低利率就像是在「推繩子」。經濟學家保羅·克魯曼將2009年美國經濟衰退和日本失去的十年描述為流動性陷阱。解決流動性陷阱的一種方法是透過量化寬鬆政策或其他手段來擴大貨幣供應，它們能夠有效地發行貨幣來購買資產，從而產生通貨膨脹的預期，使儲蓄者重新開始消費。刺激需求的其他手段有政府刺激支出和重商主義政策以刺激出口並減少進口。在2010年3月，他估計，佔全球GDP比重達70%的發達國家陷入了流動性陷阱。

### 節儉悖論
對個體而言可能是最佳的行為（例如，在不利的經濟狀況下節省更多）若有太多的人追求，可能就會有害，因為一個人的消費最終就是另一個人的收入。過多消費者試圖同時儲蓄（或償還債務）稱為節儉悖論，可能導致或加劇衰退。經濟學家海曼·明斯基還描述了「去槓桿悖論」，即槓桿（相對於的債務）過高的金融機構不可能在大規模、快速槓桿化的同時不導致其資產價值顯著下降。
2009年4月，美聯儲副主席珍妮特·耶倫討論了這些悖論：「大規模信貸緊縮一經發生，不久後我們就陷入了衰退。反過來，衰退又加劇了信貸緊縮，因為需求和就業下跌，金融機構的信貸損失激增。的確，我們已經經歷了一年多的這個惡性的反饋循環；資產負債表去槓桿化的過程已經遍及經濟的每個角落。消費者在減少採購，尤其是耐用消費品，以增加儲蓄；企業正取消計劃的投資，並裁員以保留現金；金融機構正在收縮資產以增加資本，並提高抵禦當前風暴的機會。再一次，明斯基理解這個動態過程。它談到了去槓桿化悖論，其中對個人和公司而言可能明智的預防措施——也的確對於恢復經濟到常態是必不可少的——卻加劇了經濟整體的困境。」

## 衰退的預測
經濟衰退之前，美國經濟諮商會的現狀指數同比下降15點，領先經濟指標的同比變化變為負。
當CFNAI擴散指數降至-0.35以下時，開始衰退的可能性就會增加。該信號通常會在經濟衰退的三個月內出現。CFNAI擴散指數信號往往在CFNAI-MA3的相關信號（3個月移動平均值）跌至-0.7以下之前一個月出現。CFNAI-MA3準確地識別了1967年3月至2019年8月之間的7次衰退，同時僅觸發了2次虛警。
除上述以外，沒有已知的完全可靠的預測變量，但以下被認為是可能的預測變量：
- 收益率曲线倒掛[22]，由經濟學家喬納森·H·賴特（Jonathan H. Wright）提出，該模型使用10年期和3個月期美國國債的收益率以及美聯儲的隔夜資金利率。[23]紐約聯邦儲備銀行經濟學家提出的另一種模型僅使用10年/3個月的價差。但是，它不是一個確定性的指標。
- 失業率和初請失業金人數三個內月的變化。[24]美國失業指數，定義為失業率的3個月平均值與12個月最小值之差值。[25]隱馬爾可夫模型下的失業動量和加速度。[26]
- 領先經濟指標（英语：Conference Board Leading Economic Index）（包括上述一些指標）。[27]
- 房屋和金融資產等資產價格下降，或個人和公司的債務水平高企。
- 大宗商品價格可能在經濟衰退之前上漲，這通常會使運輸和住房等必需品變得更貴，而阻礙消費者的支出。這將限制非必要商品和服務的支出。一旦經濟衰退發生，大宗商品價格通常將重回較低水平。
- 收入不平等加劇。[28][29]
- 休閒車的出貨量減少。[30]
- 貨運量下降。[31][32]

國際貨幣基金組織的普拉卡什·隆加尼 （Prakash Loungani）的分析發現，1990年代全球範圍內的60場衰退中，只有2次預測在經濟學家中形成了共識，而2009年49場衰退中，一年前的共識預測數量為0。

## 政府的應對措施
大多數主流經濟學家認為，衰退是由經濟中的總需求不足引起的，並傾向於在衰退期間使用擴張性宏觀經濟政策。決策者偏好的使經濟擺脫衰退的策略因其追隨的經濟學派而異。貨幣主義者會贊成採用擴張性貨幣政策 ，而凱恩斯主義的經濟學家可能會提倡增加政府支出以刺激經濟增長。供給則經濟學家可能會建議減稅以促進商業資本投資。當利率達到0%的邊界（零利率政策）時，傳統貨幣政策將失效，政府必須採取其他措施來刺激經濟復甦。凱恩斯主義者認為，貨幣政策失靈時，財政政策（減稅或增加政府支出）可能奏效。增加支出因乘數效應而更有效，但減稅的生效速度更快。
例如，保羅·克魯曼在2010年12月寫道，政府必須持續進行大量支出，因為負債累累的家庭正在償還債務，無法像以前那樣撐起美國經濟：「我們當前的麻煩根源在於美國家庭的債務負擔在布殊時代的房地產泡沫中上升……負債累累的美國人不僅不能像以前那樣花錢，而且還必須償還在泡沫時期積累下來的債務。若有其他人能彌補這個缺口，那尚且沒有問題。但事實上，實際發生的情況是，有些人的支出減少了，而沒有人花了更多的錢——這導致了經濟蕭條和失業率高漲。在這種情況下，政府應該做的是增加支出，而私人部門部門正在減少支出，在償還這些債務的同時支持了就業。而且，政府的支出需要持續……」

## 股市
一些衰退可藉由股市下跌預測到。西格爾（Siegel） 在《股市长线法宝》（Stocks for the Long Run）中提到，自1948年以來，十次衰退之前發生了股票市場下跌，提前的時間為0到13個月（平均5.7個月），而有十次道瓊斯工業平均指數下跌10%以上之後沒有出現衰退。
房地產市場通常在衰退前也會走弱。然而，房地產下跌的持續時間可能比衰退持續的時間長得多。
由於經濟周期很難預測，西格爾認為不可能利用經濟周期來安排投資時機。甚至美國國家經濟研究局（NBER）也需要花費幾個月的時間來確定美國是否出現了高峰或低谷。
在經濟下滑期間，快速消費品、藥品和煙草等行業的高息股往往表現較好。但是，當經濟開始復甦且市場已見底時，成長型股票往往會恢復得更快。關於醫療保健和公用事業的恢復趨勢存在很大分歧。將一個投資組合分散為國際股票可能提供一定的安全性；但是，與美國經濟緊密相關的經濟體也可能會受到美國經濟衰退的影響。
有一種觀點被稱為「中途法則」（halfway rule），根據該法則 ，投資者在經濟衰退的一半左右就開始輕視經濟復甦。美國自1919年以來的16次衰退中，平均每次時長為13個月，不過最近的衰退期較短。因此，如果2008年的經濟衰退跟隨平均水平，那麼股市的下滑應當在2008年11月左右觸底。而實際上，2008年經濟衰退的美國股市實際底部是2009年3月。

## 政治
通常，當局在其任期內會為經濟狀況贏得讚譽或受到指責。這引起了人們對其實際開始方式的分歧。在經濟週期中，低迷可以被認為是擴張達到不可持續狀態的結果，並且可以透過短暫的下降得到糾正。因此，不容易單獨找出週期的特定階段的原因。
人們認為1981年經濟衰退是由罗纳德·里根上任前美聯儲主席保罗·沃尔克採取的緊縮貨幣政策造成的。里根支持該政策。1960年代經濟顧問委員會主席經濟學家沃爾特·海勒 （Walter Heller）說：「我稱之為里根-沃尔克-卡特衰退（Reagan-Volcker-Carter recession）。」然而，由此導致的通貨膨脹抑制確實為里根擔任總統期間的強勁增長期奠定了基礎。
經濟學家通常認為，衰退在某種程度上是不可避免的，並且其原因還沒有被很好地理解。因此，現代政府部門對應採取甚麼措施來緩解經濟衰退也未達成共識。

## 影響

### 失業
在經濟衰退期間，失業率特別高。許多古典主義經濟學家認為，有一個失業率自然指數，可用於減去實際失業率，來計算經濟衰退期間的GDP負缺口。換句話說，失業率將永遠不會達到0%。
全面的經濟衰退對就業的影響，可能連續持續幾個季度。在英國的研究表明，低技術，低學歷的工人和青年是最容易失業。在經濟低迷時期。英國在20世紀80年代和90年代的經濟衰退後，失業率花了5年才回落到了原來的水平。很多企業往往被觀察到，在經濟衰退期間的就業索賠連續上升。

### 商業
在經濟衰退的早期階段，生產力趨於下降，然後再次上升，實力較弱的企業會變化改變經營策略，企業之間的盈利能力大幅上升。經濟衰退也提供了反競爭的合併機會，但是對整體經濟產生負面影響：比如在美國的競爭消磨期間就會導致延長了20世紀30年代大蕭條。

### 社會效應
依靠工資和薪金生活的人比那些依靠固定收入或福利生活得人更受經濟衰退影響。失去工作會對家庭的穩定帶來負面影響，影響個人的健康和福祉。

## 歷史

### 全球
國際貨幣基金組織（IMF）認為，當全球經濟增長低於3%時，即為全球性經濟衰退時期。國際貨幣基金組織估計，全球經濟衰退似乎會發生在一個長達介乎8年和10年的時期。在國際貨幣基金組織條款在過去三十年和過去三年的全球經濟評價，全球人均增長均為零或負數。
IMF的經濟學家表態，全球經濟衰退將使全球經濟增長放緩到3%或更低。通過這一評價，自1985年以來的經濟周期，有資格四個階段：1990年至1993年、1998年、2001-2002年和2008-2009年。

### 英國
最近21世紀初之後及一直持續經濟衰退對英國產生衝擊。

### 美國
據經濟學家統計，自1854年以來，美國已經經受了32個週期的擴張和收縮，平均每個經濟擴張收縮周期為17個月和38個月不等。然而，自1980年以來一直只有9個經濟時期經濟持續負增長一個財政季度以上，而其中只有5個時期會被視為經濟衰退：
1. 1981年7月 - 1982年11月：14個月（1980年代初期的經濟衰退）
2. 1990年7月 - 1991年3月：8個月（美國在1990年代初期的經濟衰退）
3. 2001年3月 - 2001年11月：8個月（網際網路泡沫）
4. 2007年12月 - 2009年6月：18個月（经济大衰退）
5. 2020年2月20日 - 2020年4月：3個月（2019冠狀病毒病疫情引發的經濟衰退）

在最近過去的三次經濟衰退，按國家經濟中心定義為均符合經濟衰退定義，和都由連續兩個季度下降。雖然2001年的經濟衰退並不涉及連續兩個季度下降，但經濟危機前兩個季度，各經濟指數也交替下降和經濟增長乏力。

### 2000年後
官方的經濟數據表明，有相當多的國家在2009年初經濟衰退。美國進入衰退，導致在2007年年底和2008年看到的其它國家相似的衰退。2007年的美國經濟衰退，一直到2009年6月作為全球首個進入經濟復甦的國家。

#### 美國
美國房地產市場調整（一種可能的後果，美國的房地產泡沫）和次貸危機，是經濟衰退的明顯因素。
2007-2009年的經濟衰退，導致私人消費下降，這還是近20年來第一次。這表明當前的經濟衰退的深度和程度。隨著消費者信心指數如此之低，經濟復甦將需要很長的時間。在美國的消費者已經由于當前的經濟衰退遭受重創，他們的不得已放棄自己的養老金儲蓄，房子和貶值的股票。他們作為消費者，不僅看著自己的財富被侵蝕——此時也擔心它們隨著失業率的上升會丟失。
美國雇主在2008年2月，最近五年美國失去了63,000個就業機會。前美聯儲主席艾倫·格林斯潘說，“2008年4月6日時，有超過50%的機會，美國可能陷入衰退。” 10月1日，美國經濟分析局的報告說， 在9月份以來美國已經丟失了156,000工作崗位。2008年4月29日，穆迪宣佈美國九個州已經陷入了經濟衰退的時期。在2008年11月，美國的雇主們總共使533,000個員工失去工作，是34年來最大的就業機會消失量。在2008年，估計有260萬個美國就業崗位消失。
2009年3月在美國失業率上升至8.5%，並有5.1萬個人失業。在2007年12月經濟衰退開始以來，直到2009年3月，已經有約500萬或者更多的人失業。這是失業人數自1940年以來最大的年度躍升。
儘管美國經濟在第一季度增長1%，但是，在2008年6月，一些分析師指出，因爲曠日持久的信貸危機以及在石油，食品和鋼鐵等大宗商品的通貨膨脹，該國經濟仍然處於低迷狀態。由此帶來2008年第三季度國內生產總值收縮0.5%。這是自2001年以來的最大跌幅。在第三季度非日用品品支出消費下降6.4%，服裝和食品等也商品支出消費也下降不少，是自1950年以來最大的下降降幅。
2008年12月1日，從國家經濟研究中心表示，美國自2007年12月（經濟活動達到高峰時）一直處在經濟消退，這是由於多種指標，包括失業，個人收入下降，以及國內生產總值下降提出的。2009年7月，越來越多的經濟學家認為，經濟衰退可能已經結束。于2010年9月20日，國家經濟研究中心宣布，2008/2009年經濟衰退將於2009年6月結束，這是自二戰以來最長的經濟衰退。

### 其他國家
許多其他國家，特別是在歐洲，經歷了國內生產總值增長率下降的時期。一些國家已有能力經驗避免經濟衰退，但仍然經歷了經濟活動放緩，如中國。澳大利亞也能夠在整個2000年代之後的經濟衰退時期中一直保持經濟正增長。